# قشنه‌آباد
قشنه‌آباد (به لاتین: Qeshnehabad) یک منطقهٔ مسکونی در افغانستان است که در ولایت بغلان واقع شده‌است.